# ريتشارد بارنز (مغني)
ريتشارد بارنز (بالإنجليزية: Richard Barnes)‏ هو مغني بريطاني، ولد في 16 يونيو 1944 في سري في المملكة المتحدة.

## وصلات خارجية
- ريتشارد بارنز على موقع IMDb (الإنجليزية)
- ريتشارد بارنز على موقع ميوزك برينز (الإنجليزية)
- ريتشارد بارنز على موقع أول ميوزيك (الإنجليزية)
- ريتشارد بارنز على موقع ديسكوغز (الإنجليزية)
- ريتشارد بارنز على موقع قاعدة بيانات الفيلم (الإنجليزية)